# Benjamin Peter Gloxin
Benjamin Peter Gloxin (1765 -1794) fue un médico, escritor y botánico, que vivió en Colmar.
Trabajó como botánico principalmente con especies de la familia Martyniaceae. Por ej. describe a Martynia proboscidea que luego lleva al sinónimo Martynia louisianica. Y Albert Thellung lleva el nombre a Proboscidea louisianica en 1912.

## Honores

### Eponimia
Es conmemorado por el género brasileño Gloxinia L'Hér.
Especies
- Sinningia speciosa, comúnmente llamada "gloxinia" en el mercado horticultural.

## Obra
Observationes Botanicae 1785, Argentorati, Estrasburgo
- La abreviatura «Gloxin» se emplea para indicar a Benjamin Peter Gloxin como autoridad en la descripción y clasificación científica de los vegetales.[2]